# República del Don

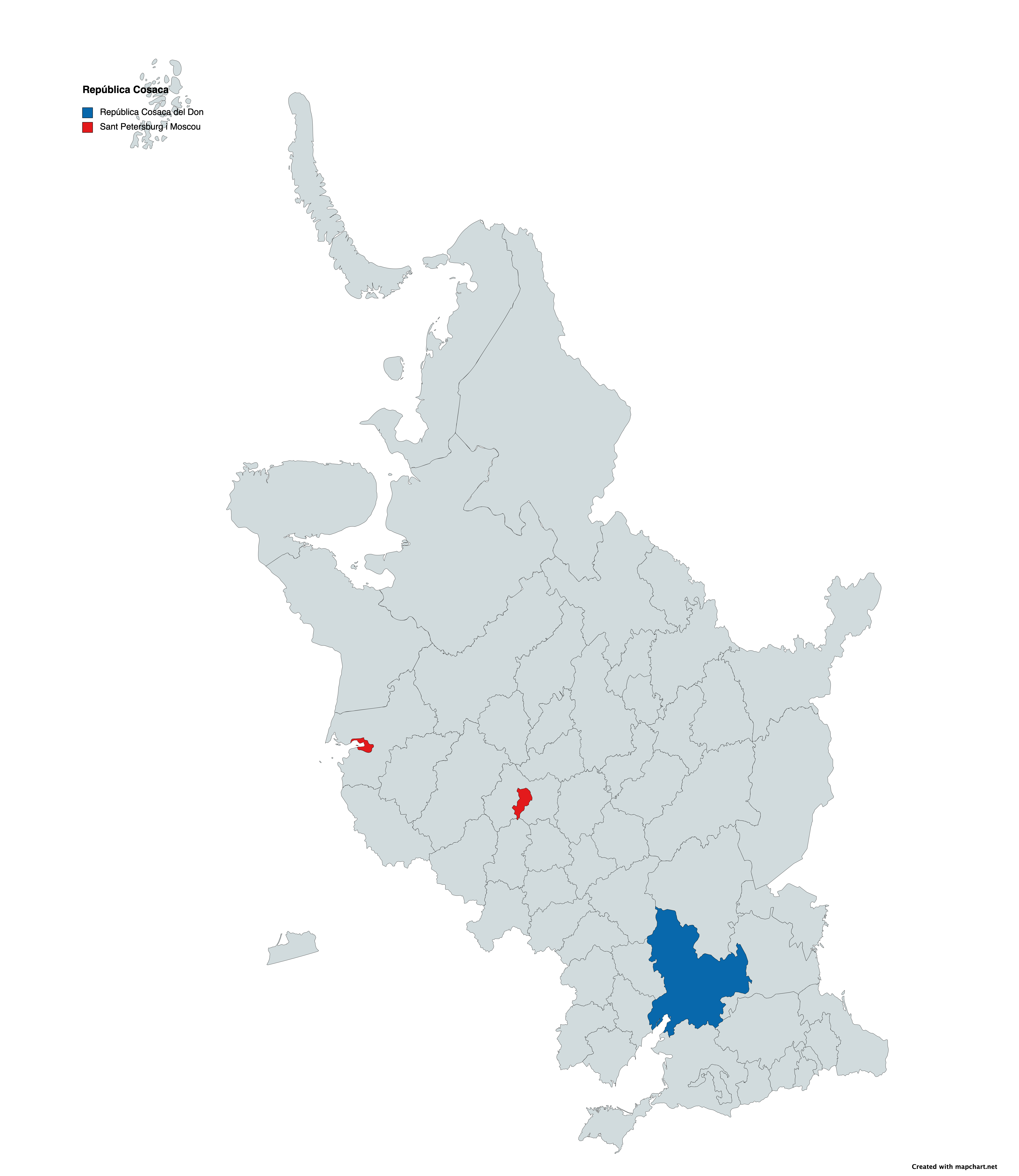
Extensión territorial aproximada de la República Cosaca del Don (azul). En rojo la ubicación de las ciudades de San Petersburgo y Moscú

La República del Don (en ruso: Донская Республика) conocida más adelante como la Todopoderosa Hueste del Don (en ruso: Всевеликое войско Донское, romanizado: Vsevelikoye voysko Donskoye), fue un Estado anti-bolchevique autoproclamado independiente, cuyo ejército fue parte de las Fuerzas Armadas del Sur de Rusia durante la guerra civil rusa desde 1918 hasta 1920, en las tierras de los cosacos del Don, en contra de la autoproclamada República Soviética del Don.
La asamblea cosaca o Krug proclamó la independencia el 18 de mayo de 1918, tras la liquidación de la República Soviética del Don diez días antes. Reclamando como territorio el óblast del Voisko del Don, con Novocherkask como capital y dividida en diez ókrug (provincias), la república tuvo como líderes o atamanes a Piotr Krasnov (1869-1947) y desde el 19 de febrero de 1919 a Afrikán Bogayevski (1873-1934).
Su ministro de Economía fue Vladímir Lébedev (1879-1947). En 1920, el 1.º Ejército de Caballería de Semión Budionni (1883-1973) se lanzó sobre el territorio cosaco, haciéndose con Taganrog el 6 de enero, Novocherkask el día 7 y Rostov del Don el 10 de ese mes. Así terminaba la vida de la república. Muchos de los cosacos rusos del Don fueron sometidos a la descosaquización entre 1919 y 1921, durante la hambruna soviética de 1932-1933 y debido a la repatriación de cosacos después de la Segunda Guerra Mundial por parte del Reino Unido a la Unión Soviética, lo que resultó en la eventual desaparición del movimiento de resistencia de los cosacos del Don a la Unión Soviética.